# Ocean View, Queensland
Ocean View är en ort i Australien. Den ligger i kommunen Moreton Bay och delstaten Queensland, omkring 44 kilometer nordväst om delstatshuvudstaden Brisbane. Antalet invånare är 817.
Närmaste större samhälle är Morayfield, omkring 14 kilometer öster om Ocean View. 